# Домбровиця (Конінський повіт)
Домбровиця (пол. Dąbrowica) — село в Польщі, у гміні Жґув Конінського повіту Великопольського воєводства.
Населення — 122 особи (2011).
У 1975-1998 роках село належало до Конінського воєводства.

## Демографія
Демографічна структура станом на 31 березня 2011 року:
|          | Загалом | Допрацездатний вік | Працездатний вік | Постпрацездатний вік |
| -------- | ------- | ------------------ | ---------------- | -------------------- |
| Чоловіки | 58      | 18                 | 33               | 7                    |
| Жінки    | 64      | 11                 | 34               | 19                   |
| Разом    | 122     | 29                 | 67               | 26                   |